# ChipCard VW-200
ChipCard VW-200（チップカード）は1996年2月に日本アイ・ビー・エムが開発・販売したPCカード型簡易PDA。IBMが前年に発売した先代機種であるChipCard TC-100をユーザの要望をもとにさらに発展させるとともに組み込み機器のベースソリューションとしての用途も狙った野心的な製品であった。

## 特徴

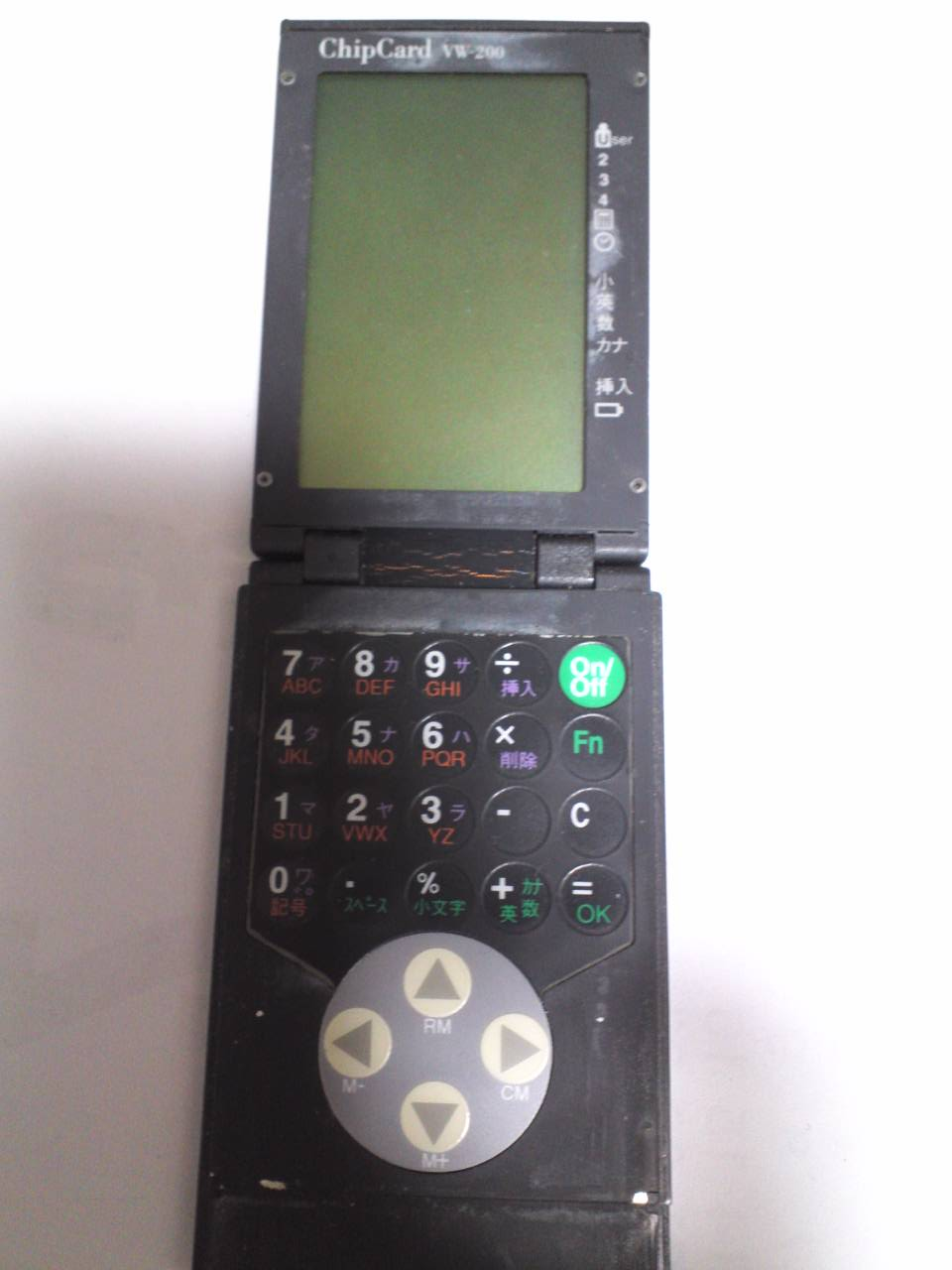
IBM ChipCard VW-200

PCMCIA 2.0/JEIDA4.1準拠のType2/3PCカードの形態をとるPDA。本体は液晶ディスプレイ部とキーボード部がヒンジにより2つ折になっており折りたたんだ状態ではType3、展開した状態ではType2としてPCに挿入することができた。
MS-DOSおよびWindows 95のドライバが供給された。Windows 2000/XP系への対応がされることはなかった。
先代機種のTC-100とは互換のあるアーキテクチャであったが、貧弱であった表示機能と内蔵PDA機能を大幅に拡張し、単体でもPDAとして十分利用できるように強化された。液晶ディスプレイは320×240ドットに強化され一画面で漢字12文字×20行または20文字×12行の表示が可能となり、JIS第1,第2水準の日本語フォントデータも内蔵された。
またCSVデータやBMPフォーマットの画像データ、WAVフォーマットの音声データ、当時ひろく利用されていた個人情報管理ツールであるLotusオーガナイザーのスケジュールや住所録のデータを閲覧するビュアーが内蔵されていた。
TC-100には無かった内蔵スピーカーも本機では搭載され音声出力やダイアルトーン発信などが可能となっていた。
さらに先代機種のTC-100と同様にPCと連携することで、たんにデータ転送をしてPCのデータを閲覧するのみではなく無償で提供されるクロスアセンブラを利用することによりユーザーが独自に開発したアプリケーションを転送して本機の上で実行することができた。プログラムはハードウェアに直接アクセスする一部のものを除きTC-100と互換性が保たれていた。
当時のパソコン通信(主にニフティサーブなど)のフォーラム上においてゲーム類やユーティリティーのみならず日本語テキスト表示プログラムやファイル管理システムなど各種フリーソフトが開発され、本機で実行できるアセンブラのソースコードを出力するC言語やBASICのサブセット言語も有志によって開発された。
当時あげられていた欠点としては、電圧管理の都合とコンビニなどで入手が容易という点から電源に採用された空気亜鉛電池PR2330(主にポケベル等に使用される)はその特性上、使用の有無にかかわらず3ヶ月程度で放電してしまうという点、データ転送のためにPCに挿入した時点で一度内蔵データが消去される点があげられていた。
発売当時の定価は29,800円である。

## ハードウェアスペック
- CPU EPSON SMC88112 8bit
- メインメモリ 256KB(うち219KBユーザー領域)
- ディスプレイ モノクロSTN  320×240ドット(バックライトなし)
- 電源 空気亜鉛電池PR2330 3個
- 重量 75g
- JIS第一、第二水準漢字フォント内蔵
- BEEPサウンド出力

## 組み込み機器としての展開
京セラからDDIポケット（現ウィルコム）のPHS端末として本機のPDA機能を応用したDataScopeが発売され、後にNTTドコモやアステル向けのモデルも発売された。